# Communauté d’agglomération du Pays de l’Or
Die Communauté d’agglomération du Pays de l’Or ist ein französischer Gemeindeverband mit der Rechtsform einer Communauté d’agglomération im Département Hérault in der Region Okzitanien. Er wurde am 20. Juli 1993 gegründet und umfasst 8 Gemeinden. Der Verwaltungssitz befindet sich im Ort Mauguio.

## Historische Entwicklung
Der Gemeindeverband wurde ursprünglich als Communauté de communes du Pays de l’Or gegründet und per 1. Januar 2012 in die Rechtsform einer Communauté d’agglomération transferiert.

## Mitgliedsgemeinden
| Gemeinde                                   | Einwohner 1. Januar 2022 | Fläche km² | Dichte Einw./km² | Code INSEE | Postleitzahl |
| ------------------------------------------ | ------------------------ | ---------- | ---------------- | ---------- | ------------ |
| Candillargues                              | 2.102                    | 8,23       | 255              | 34050      | 34130        |
| La Grande-Motte                            | 8.508                    | 10,58      | 804              | 34344      | 34280        |
| Lansargues                                 | 3.130                    | 18,39      | 170              | 34127      | 34130        |
| Mauguio                                    | 16.417                   | 49,56      | 331              | 34154      | 34130        |
| Mudaison                                   | 2.954                    | 8,10       | 365              | 34176      | 34130        |
| Palavas-les-Flots                          | 6.007                    | 2,38       | 2.524            | 34192      | 34250        |
| Saint-Aunès                                | 4.333                    | 12,32      | 352              | 34240      | 34130        |
| Valergues                                  | 2.173                    | 5,20       | 418              | 34321      | 34130        |
| Communauté d’agglomération du Pays de l’Or | 45.624                   | 114,76     | 398              | –          | –            |